# Plocabulina

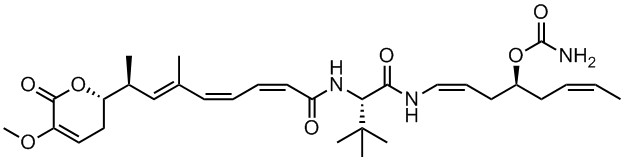
Chemical Structure of the Natural Product Plocabulin

| Names | Names       |
| --- | ----------- |
| Preferred IUPAC name(1Z,4S,6Z)-1-[(2S)-2-[(2Z,4Z,6E,8S)-8-[(2S)-5-methoxy-6-oxo-3,6-dihydro-2H-pyran-2-yl]-6-methylnona-2,4,6-trienamido]-3,3-dimethylbutanamido]octa-1,6-dien-4-yl carbamate                                                                                    |             |
| Identifiers |             |
| ChemSpider | 30771013    |
| PubChem CID Compound | 57788271    |
| PubChem CID Substance | 347829255   |
| CAS number | 960210-99-5 |
| InChI |             |
| Key: IEKGSKLKBICCHQ-BDOJOPHNSA-N |             |
| InChI: InChI=1S/C31H45N3O7/c1-8-9-14-23(40-30(32)38)15-12-19-33-28(36)27(31(4,5)6)34-26(35)16-11-10-13-21(2)20-22(3)24-17-18-25(39-7)29(37)41-24/h8-13,16,18-20,22-24,27H,14-15,17H2,1-7H3,(H2,32,38)(H,33,36)(H,34,35)/b9-8-,13-10-,16-11-,19-12-,21-20+/t22-,23-,24-,27+/m0/s1 |             |
| SMILES |             |
| COC1=CC[C@H](OC1=O)[C@@H (C)\C=C(/C)\C=C/C=C\C(=O)N[C@H](C(=O)N\C=C/C[C@H](C\C=C/C)OC(N)=O)C(C)(C)C |             |
| Properties |             |
| Chemical formula | C31H45N3O7  |
| Molar mass | 571.71      |

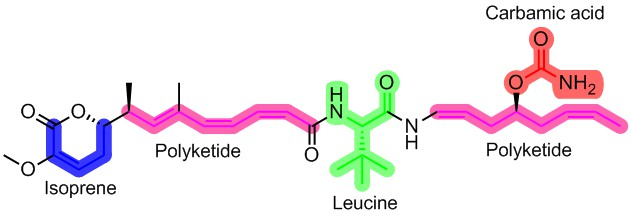
Potential biosynthetic precursors of Plocabulin

A plocabulina (PM060184) é um policetídeo isolada da esponja marinha Lithoplocamia lithistoides, com atividade anticancerígena. Seu mecanismo de ação está associado a inibição de polimerização de microtúbulos, com elevada taxa de afinidade com dímeros da extremidade positiva da β-tubulina. Diferentemente da eribulina, produto natural que também é inibidor de microtúbulos, a plocabulina suprime o encurtamento e o crescimento dos microtúbulos, afetando as células tanto na interfase quanto na mitose, levando à inibição do crescimento celular e à morte celular . 

## História
Plocabulina foi obtido da esponja Lithoplocamia lithistoides, que foram coletadas em Madagascar (S 17º 06.071'/E 49º 51.385') manualmente por mergulho autônomo. Para a extração, foram utilizadas 7,66 Kg de amostra congelada de L. lithistoides, que foram trituradas e extraídas em uma mistura de Metanol e Diclorometano (50:50). A purificação se deu por cromatografia de fase reversa RP-18 e semipreparativa HPLC, com rendimento final de 2,6 mg (0,00003% p/p) .   
Estudos in vitro e in vivo, incluindo ensaios em mais de 23 linhagens celulares tumorais e em xenoenxerto, evidenciaram um efeito multi-alvo da plocabulina, mediado pela inibição da polimerização e dinâmica dos microtúbulos e efeitos antiangiogênicos .    
A Plocabulina vem sendo investigada para uso em uma variedade de tumores sólidos. Estudos Clínicos de Fase I e II vem sendo desenvolvidos, com a administração isolada ou concomitante a outros quimioterápicos, com o objetivo de avaliar a eficácia e o perfil de segurança. Apesar do número limitado de participantes e poucos resultados disponíveis, as evidências clínicas já demonstram um efeito estabilizador de progressão do câncer em até 3 meses após o início do tratamento com Plocabulina (tumor colorretal, de mama, tímico e estromal gastrointestinal). Além disto, foi possível detectar efeitos adversos relacionados, como neuropatia sensorial periférica e fadiga, afetando 71% e 60% dos pacientes, respectivamente.    

## Referência
1. ↑  De Sanctis, Rita; Jacobs, Flavia; Benvenuti, Chiara; Gaudio, Mariangela; Franceschini, Raul; Tancredi, Richard; Pedrazzoli, Paolo; Santoro, Armando; Zambelli, Alberto (8 de setembro de 2022). «From seaside to bedside: Current evidence and future perspectives in the treatment of breast cancer using marine compounds». Frontiers in Pharmacology. ISSN 1663-9812. PMC 9495264. PMID 36160422. doi:10.3389/fphar.2022.909566. Consultado em 22 de outubro de 2023
2. ↑  Martín, María Jesús; Coello, Laura; Fernández, Rogelio; Reyes, Fernando; Rodríguez, Alberto; Murcia, Carmen; Garranzo, María; Mateo, Cristina; Sánchez-Sancho, Francisco (10 de julho de 2013). «Isolation and First Total Synthesis of PM050489 and PM060184, Two New Marine Anticancer Compounds». Journal of the American Chemical Society (em inglês) (27): 10164–10171. ISSN 0002-7863. doi:10.1021/ja404578u. Consultado em 22 de outubro de 2023
3. 1 2  Turrini, Eleonora; Maffei, Francesca; Fimognari, Carmela (31 de dezembro de 2022). «Effect of the Marine Polyketide Plocabulin on Tumor Progression». Marine Drugs (em inglês) (1). 38 páginas. ISSN 1660-3397. PMC 9860935. PMID 36662211. doi:10.3390/md21010038. Consultado em 22 de outubro de 2023